# VELscope
VELscope（ベルスコープ）は、口腔内の癌組織をスクリーニングする検査・診断システム。口腔内に光を当て、組織の変異を視診で鑑別する医療機器である。アメリカ合衆国ブリティッシュコロンビア州にあるLED Dentalにより製造販売されている。2008年に販売が開始され、2011年に本体をよりコンパクトにし、コードレスタイプにしたVELscope Vxが発売された。患者負担の少ない簡便な検査法のため、従来の検査に加えた補助的なスクリーニングとして用いられ、口腔癌の早期発見、早期診断に役立つと期待されている。日本では、2015年3月に医療機器として届出されている。

## 概要
VELscopeはブリティッシュコロンビア州癌局とMDアンダーソン癌センターにより開発された。口腔癌の初期段階では、視診では病変組織の発見が難しい。VELscopeは基底膜にまで到達する波長400～460nmの青色光を照射する機器であり、健康な組織は蛍光発光し青緑色(apple green)に、癌組織や前癌組織は蛍光発光せず暗色に見える。これにより肉眼での鑑別が可能となる。薬剤を一切用いない、可視光線照射のみの検査のため患者負担が少く、従来の検査と組み合わせ補助的なスクリーニング機器として用いられる。アメリカ食品医薬品局（「口腔粘膜疾患早期発見の補助」「病変切除時の領域設定」について）やカナダ保健省（en:Health Canada）から認可を受けている。日本でも、口腔粘膜疾患のスクリーニングや、扁平上皮癌や前癌病変への外科処置におけるsurgical margin の設定におけるVELscopeの有効性を示唆する報告がなされている。

## 検査精度
ニューヨーク大学准教授のDr. A. Ross Kerrは補助的に使用する段階であると評価をしている。ワシントン大学教授で口腔医学長のDr.Edmond Trueloveは、中等度から重度の形成異常や前癌病変に関して、視診法単独の場合では68%の検出率であったのに対し、VELscopeを用いた場合は100%検出できたと報告している。しかし全体的な評価としては擬陽性率が従来法より高いとされ、前述の調査を行ったDr.Edmond Trueloveも特に高価な検査法でのスクリーニングの必要性がないと考えられる低リスク層に対し、VELscopeは安価な費用で検査を提供できるため、今までであれば見落とされるハズであった潜在的なリスクの解消に役立つ事に意義があるとコメントしている。また、日本での報告ではスクリーニングとしての有効性を示唆する一方で、炎症との鑑別の不十分さ、前癌病変である白板症での識別の困難さ、口腔領域の各粘膜の形態の違いによる見え方の違いなどの問題点を上げている。